# Anguilla marmorata
Anguilla marmorata — вид вугреподібних риб родини Вугрові (Anguillidae). Вид широко поширений у морських узбережних водах та прісних водоймах від Східної Африки до островів Полінезії. Має довге та вузьке тіло до 200 см завдовжки та вагою до 20,5 кг. Може жити до 40 років.